# Касимовский кремль
Касимовский кремль — несохранившийся деревянный кремль Касимова Рязанской области. В течение веков центр города перемещался несколько раз.

## Домонгольский детинец
Вопреки мнению, долгое время господствовавшему в научных кругах, первоначальный центр Городца Мещёрского, как Касимов назывался в древнерусскую эпоху, находился не у впадения речки Бабенки в Оку, а на месте городища Земляной Струг в среднем течении реки Бабенки на северо-восточной окраине современного Касимова. Это место было обжито ещё с первой половины I тысячелетия финно-угорским племенем мещера, а с XI века здесь прослеживаются древнерусские артефакты. Именно здесь стоял основанный Юрием Долгоруким укреплённый Городец Мещёрский, упоминаемый в летописях с 1152 года. Вместе с селищем Дорофеево Поле и несколькими курганными группами этот памятник образует Касимовский археологический комплекс. Городец Мещёрский был пограничной крепостью Ростово-Суздальского княжества и крупным перевалочным и опорным пунктом на торговом Волго-Окском пути между русскими княжествами и Волжской Булгарией.

## Детинец в районе Старого Посада
После разорения Городца Мещёрского в ходе монгольского нашествия на Русь 1237—1241 годов город был перенесён на новое место — к югу от устья Бабенки на берегу Оки. Сегодня это юго-восточная окраина Касимова. В отличие от городища Старое Мещёрское к северу от впадения Бабенки, на котором прослеживаются следы поселения I тысячелетия, территория Старого Посада начала осваиваться в XIII веке. Возможно, именно здесь умер Александр Невский в 1263 году, когда возвращался на Русь из Орды. Вплоть до XVI века здесь был центр Городца Мещёрского, вновь разорённого в 1376 году и отстроенного под названием Новый Низовой город. В XV веке он стал центром нового Касимовского царства и был переименован в Касимов.

## Деревянная крепость на Татарской горе
Начиная с середины XVI века, возможно сразу после взятия Казани, центр города был перенесён на Татарскую гору, где были возведены несколько каменных зданий, в том числе Ханская мечеть, ханский дворец и усыпальница Шах-Али. Ханский двор был укреплён деревянной стеной, изображённой на гравюре Олеария XVII века. Вокруг нового центра возникают две новые слободы — Ямская и Пушкарская. Во второй половине XVI века Касимов становится одним из крупных татарских и мусульманских центров России. Укрепления и постройки на Татарской горе сильно пострадали в Смутное время во время осады 1609 года и осады 1610 года.

## Кремль XVII века в районе Соборной площади
Наряду с ханом в Касимове находился воевода в ранге окольничего, следивший за контактами Чингизидов и осуществлявший управление уездом и отдельными районами города. В начале XVII века начала заселяться территория между Успенским и Николаевским оврагами, где сегодня находится административный центр города. На этой территории был выстроен деревянный Касимовский кремль, включавший Вознесенский собор и Успенскую церковь. В кремле находилась резиденция воеводы. Протяжённость крепостных стен составляла 1120 м, всего у кремля было восемь сторожевых башен. На территории кремля располагались также амбар с пушками и порохом и другие сооружения. Стены и башни Касимовского кремля сгорели в 1640 или 1641 году. В 1671—1674 годах они были восстановлены. Длина новой крепости составляла 916 м, крепость имела десять башен и форму неправильного треугольника. Самой высокой башней кремля являлась Спасская, высота которой достигала 30 м. Новый пожар в 1679 году в очередной раз уничтожил значительную часть кремля, но его вскоре срубили заново. Он просуществовал до первой четверти XVIII века. Остатки большей части земляных укреплений срыли при перепланировке Касимова по новому регулярному плану в конце XVIII века. Отдельные фрагменты земляной насыпи сохранились рядом с Благовещенской церковью до наших дней.